# Alexander Volkanovski
Alexander Volkanovski (* 29. září 1988 Wollongong) je australský profesionální zápasník smíšených bojových umění. Zápasí v organizaci Ultimate Fighting Championship (UFC), kde je současným šampionem pérové váhy. Po Robertu Whittakerovi je druhým Australanem, který získal titul v UFC. V roce 2015, před svým debutem v UFC, se věnoval profesionálnímu boxu.

## Mládí
Narodil se 29. září 1988 ve Wollongongu v Novém Jižním Walesu. Jeho otec se narodil v Jugoslávii v Socialistické republice Makedonie (nyní Severní Makedonie). Matka pochází z Řecka. Již od dětství trénoval zápas řecko-římský. Dokonce se stal národním šampionem. Po několika letech se přesunul k ragby. Vystudoval Lake Illawarra High School a po maturitě pracoval jako betonář.
I přes to, že v rugby vynikal, se ve 23 letech rozhodl skončit a přesunout se opět k MMA.

## Kariéra
Jeho první zápasy se uskutečnily v roce 2012 ve společnostech Pacific Xtreme Combat a Australian Fighting Championship. Patřil mezi hlavní hvězdy organizací a získal několik titulů v kategorii Featherweight.
V roce 2016 si odbyl debut v americké společnosti Ultimate Fighting Championship.
V prosinci 2019 po vítězstvím nad Maxem Hollowayem získal titul UFC Featherweight Championship.
Titul držel dlouhých pět let, než ho porazil a připravil o titul Illia Topuria.

## Osobní život
Je ženatý. Kvůli svému makedonskému a řeckému původu používá přezdívku „Veliký“ v narážce na Alexandra Velikého.
Provozuje také vlastní YouTube kanál.

## Úspěchy
Ultimate Fighting Championship
- UFC Featherweight Championship (2x)

## MMA výsledky
| Výsledek | Bilance | Soupeř                | Metoda                | Událost                                       | Datum              | Kolo | Čas  | Lokace                             |
| -------- | ------- | --------------------- | --------------------- | --------------------------------------------- | ------------------ | ---- | ---- | ---------------------------------- |
| Výhra    | 27–4    | Diego Lopes           | Rozhodnutí rozhodčích | UFC 314                                       | 12. dubna 2025     | 5    | 5:00 | Miami, Florida, USA                |
| Prohra   | 26–4    | Ilia Topuria          | KO                    | UFC 298                                       | 17. února 2024     | 2    | 3:32 | Anaheim, Kalifornie, USA           |
| Prohra   | 26–3    | Islam Makhachev       | KO                    | UFC 294                                       | 21. října 2023     | 1    | 3:06 | Abu Dhabi, Spojené arabské emiráty |
| Výhra    | 26–2    | Yair Rodríguez        | TKO                   | UFC 290                                       | 8. července 2023   | 3    | 4:19 | Las Vegas, Nevada, USA             |
| Prohra   | 25–2    | Islam Makhachev       | Rozhodnutí rozhodčích | UFC 284                                       | 12. února 2023     | 5    | 5:00 | Perth, Austrálie                   |
| Výhra    | 25–1    | Max Holloway          | Rozhodnutí rozhodčích | UFC 276                                       | 2. července 2022   | 5    | 5:00 | Las Vegas, Nevada, USA             |
| Výhra    | 24–1    | Jung Chan-sung        | TKO                   | UFC 273                                       | 9. dubna 2022      | 4    | 0:45 | Jacksonville, Florida, USA         |
| Výhra    | 23–1    | Brian Ortega          | Rozhodnutí rozhodčích | UFC 266                                       | 25. září 2021      | 5    | 5:00 | Las Vegas, Nevada, USA             |
| Výhra    | 22–1    | Max Holloway          | Rozhodnutí rozhodčích | UFC 251                                       | 12. července 2020  | 5    | 5:00 | Abu Dhabi, United Arab Emirates    |
| Výhra    | 21–1    | Max Holloway          | Rozhodnutí rozhodčích | UFC 245                                       | 14. prosince 2019  | 5    | 5:00 | Las Vegas, Nevada, USA             |
| Výhra    | 20–1    | José Aldo             | Rozhodnutí rozhodčích | UFC 237                                       | 11. května 2019    | 3    | 5:00 | Rio de Janeiro, Brazílie           |
| Výhra    | 19–1    | Chad Mendes           | TKO                   | UFC 232                                       | 29. prosince 2018  | 2    | 4:14 | Inglewood, Kalifornie, USA         |
| Výhra    | 18–1    | Darren Elkins         | Rozhodnutí rozhodčích | UFC Fight Night: dos Santos vs. Ivanov        | 14. července 2018  | 3    | 5:00 | Boise, Idaho, USA                  |
| Výhra    | 17–1    | Jeremy Kennedy        | TKO                   | UFC 221                                       | 11. února 2018     | 2    | 4:57 | Perth, Austrálie                   |
| Výhra    | 16–1    | Shane Young           | Rozhodnutí rozhodčích | UFC Fight Night: Werdum vs. Tybura            | 19. listopadu 2017 | 3    | 5:00 | Sydney, Austrálie                  |
| Výhra    | 15–1    | Mizuto Hirota         | Rozhodnutí rozhodčích | UFC Fight Night: Lewis vs. Hunt               | 11. června 2017    | 3    | 5:00 | Auckland, Nový Zéland              |
| Výhra    | 14–1    | Yusuke Kasuya         | TKO                   | UFC Fight Night: Whittaker vs. Brunson        | 26. listopadu 2016 | 2    | 2:06 | Melbourne, Austrálie               |
| Výhra    | 13–1    | Jai Bradney           | TKO                   | Wollongong Wars 4                             | 8. července 2016   | 1    | N/A  | Wollongong, Austrálie              |
| Výhra    | 12–1    | Jamie Mullarkey       | KO                    | Australian FC 15                              | 19. května 2016    | 1    | 3:23 | Melbourne, Austrálie               |
| Výhra    | 11–1    | Yusuke Yachi          | Submise               | Pacific Xtreme Combat 50                      | 4. prosince 2015   | 4    | 3:43 | Mangilao, Guam                     |
| Výhra    | 10–1    | James Bishop          | TKO                   | Australian FC 13                              | 14. června 2015    | 1    | 1:39 | Melbourne, Austrálie               |
| Výhra    | 9–1     | David Butt            | TKO                   | Wollongong Wars 2                             | 1. listopadu 2014  | 2    | 1:52 | Thirroul, Austrálie                |
| Výhra    | 8–1     | Kyle Reyes            | Rozhodnutí rozhodčích | Pacific Xtreme Combat 45                      | 24. října 2014     | 3    | 5:00 | Mangilao, Guam                     |
| Výhra    | 7–1     | Jai Bradney           | Submise               | Roshambo MMA 3                                | 26. července 2014  | 1    | 4:58 | Brisbane, Austrálie                |
| Výhra    | 6–1     | Rodolfo Marques Diniz | KO                    | Australian FC 9                               | 17. května 2014    | 1    | 3:41 | Albury, Austrálie                  |
| Výhra    | 5–1     | Greg Atzori           | Submise               | Roshambo MMA 2                                | 1. února 2014      | 1    | N/A  | Brisbane, Austrálie                |
| Výhra    | 4–1     | Luke Catubig          | TKO                   | Australian FC 7                               | 14. prosince 2013  | 3    | 4:39 | Melbourne, Austrálie               |
| Prohra   | 3–1     | Corey Nelson          | TKO                   | Australian FC 5                               | 10. května 2013    | 3    | 0:13 | Melbourne, Austrálie               |
| Výhra    | 3–0     | Anton Zafir           | TKO                   | Roshambo MMA 1                                | 17. dubna 2013     | 4    | 2:19 | Brisbane, Austrálie                |
| Výhra    | 2–0     | Regan Wilson          | TKO                   | Southern Fight Promotions: Cage Conquest 2    | 23. února 2013     | 1    | 2:49 | Nowra, Austrálie                   |
| Výhra    | 1–0     | Gerhard Voigt         | Rozhodnutí rozhodčích | Revolution Promotions: Revolution at the Roxy | 19. května 2012    | 3    | 5:00 | Sydney, Austrálie                  |